# Slongs Dievanongs
Slongs Dievanongs, of kortweg Slongs, is het alter ego van Charissa Parassiadis (Antwerpen, 24 juli 1978), een Antwerpse rapster met een Griekse achtergrond.

## Biografie
'Slongs' ("slons") is Antwerps dialect voor een slordige vrouw, ook synoniem voor een sloerie, lellebel, del, sloddervos of slet. 'Dievanongs' ("die van ons") is een Antwerpse uitdrukking die een man gebruikt als hij het heeft over zijn echtgenote of partner.
Slongs zette haar eerste muzikale stappen met 'De Dramaqueens' als achtergrondzangeres (samen met Miss B) bij Johnny Den Artiest. Tevens maakte ze deel uit van de Antwerpse hiphopgroep Halve Neuro. Ze werd echter bekend bij het 'grote publiek' door het televisieprogramma In de mix, waarin ze samen met Brahim een cover zong van Goeiemorgen, morgen van Nicole & Hugo. In 2013 had ze een hit met het nummer Lacht nor mij, waarvan er meer dan 10.000 exemplaren (goed voor goud) verkocht werden. Voor de Radio 2 Zomerhit was ze genomineerd in de categorieën 'Beste nieuwkomer' en 'Beste Ambiance', maar ook voor de grote Radio 2 Zomerhit-trofee. In deze laatste moest ze Ozark Henry laten voorgaan en bij 'beste nieuwkomer' Paulien Mathues, maar uiteindelijk won ze wel de trofee voor 'Beste Ambiance'. Datzelfde jaar verzorgde ze de zang op het album Volksliekes n°2 van Axl Peleman.
Begin 2014 werd zij door Nathalie Meskens in het VTM-programma Tegen de Sterren op geparodieerd, waarbij ze tevens zelf kort in beeld kwam. Datzelfde jaar bracht ze samen met Halve Neuro in opdracht van het Cultureel Ontmoetingscentrum Sint-Andries (coStA) de ep Moeder, Waarom Leven Wij? (naar de gelijknamige roman van Lode Zielens) uit met daarop een vijftal nummers, met als hoogtepunt het sociaal bewogen Nog Ni Te Laat. Die 'sociaal bewogenheid' toont ze ook meermaals in de praktijk, zo stak ze de stakende werknemers van Agfa-Gevaert te Mortsel een hart onder de riem met een optreden en bezocht ze samen met onder anderen Jan Blommaert, Joke van Leeuwen en Nigel Williams met Hart boven Hard de stakerspiketten in het najaar van 2014 in de Antwerpse Haven. Ook zette ze in het kader van Music For Life een grote 'Hip-Hop Unplugged'-happening op in "haar" St. Andries, waar onder anderen Tourist LeMC, Rupelsoldaten en de Sint Andries MC's aan deelnamen. In het kader daarvan werd ze (samen met Halve Neuro) ook 'vereeuwigd' door kunstenaar Björn De Weerdt.
In 2015 nam ze deel aan De Slimste Mens ter Wereld op VIER, waarin ze het drie afleveringen volhield. Ze nam het daarin op tegen Gert Verhulst, Maarten Vangramberen, Jan Peumans en Kristel Verbeke. De laatste twee speelde ze ook naar huis. Datzelfde jaar nam ze ook deel aan Liefde voor Muziek op VTM. In het kader van dit programma namen Kate Ryan (iFoon), Tom Helsen (Ik wil mier), Christoff (Ik zen ni de bank), Guy Swinnen (Lacht nor mij) en Stan Van Samang (Goeiemorgend, goeiendag) haar nummers onder handen. Op haar beurt bewerkte ze Welcome Home van Stan Van Samang (aflevering 1), Robbin' the Liquor Store van The Scabs (aflevering 3), Voyage Voyage van Kate Ryan (aflevering 4), Sun In Her Eyes van Tom Helsen (aflevering 5) en Zeven zonden van Christoff (aflevering 6). In de laatste aflevering nam ze de klassieker Turn Your Lights Down Low van Bob Marley onder handen. Eerder waagde ze zich tijdens een uitzending van Reyers laat reeds aan No Woman, No Cry.
In mei 2015 lanceerde ze haar debuutalbum Goeien dag. De eerste single van dat album was Dansen me a, een duet met Sista Flex. Ze verliet 'De Dramaqueens', waar ze vervangen werd door Soetkin Van Grootel. Wel is haar stem nog te horen op het album Hartenkoning van Johnny Den Artiest. In juni van datzelfde jaar bracht ze samen met de Ringlandband - verder bestaande uit Merdan Taplak, Bart Peeters, Pieter Embrechts, Marcel Vanthilt, Styrofoam en Halve Neuro - het protestnummer Laat de mensen dansen uit tegen het BAM-tracé in Antwerpen en voor de realisatie van Ringland. Onder andere de VRT en Qmusic wilden het nummer echter niet draaien, omdat het te politiek getint zou zijn.
In het najaar van 2015 zat ze, samen met Natalia en Sean Dhondt, in de jury van The Voice Kids. Tevens werkte ze mee aan de Winterrevue van Stany Crets en bracht ze samen met Lies Lefever en Nele Goossens het theaterstuk De Vagina Monologen.
Na een radiostilte van drie jaar maakte Slongs in mei 2018 een comeback, waarbij ze besloot de achternaam 'Dievanongs' voortaan te laten vallen. Ook de brede broeken en grote oorbellen liet ze achter zich. De eerste single van haar nieuwe album werd De zon, een samenwerking met de Zuid-Afrikaanse artiest Jack Parow. Later in 2018 maakte ze samen met Will Tura een nieuwe versie van diens hit Hoop doet leven, als titelsong voor de gelijknamige documentaire.
In maart 2019 verscheen haar tweede album, Goegaan. Dit album bevat onder meer de single Wat je doet met mij, een duet met Raymond van het Groenewoud. Van 2020 tot 2023 speelde ze mee in de serie #LikeMe als sportleerkracht alias mevrouw Crabs.
In het najaar van 2024 neemt ze deel aan De Verraders op VTM.

## Discografie

### Singles
| Single met hitnotering(en) in de Vlaamse Ultratop 50 | Datum van verschijnen | Datum van binnenkomst | Hoogste positie | Aantal weken | Opmerkingen                                                                 |
| ---------------------------------------------------- | --------------------- | --------------------- | --------------- | ------------ | --------------------------------------------------------------------------- |
| Goeiemorgend, goeiendag                              | 2012                  | 27-10-2012            | tip16           | -            | met Brahim Nr. 5 in de Vlaamse Top 10                                       |
| Lacht nor mij                                        | 03-05-2013            | 01-06-2013            | 21              | 21           | Nr. 2 in de Radio 2 Top 30 Nr. 1 in de Vlaamse Top 10 Goud                  |
| Ik zen ni de bank                                    | 07/10-2013            | 11-10-2013            | tip2            | -            | Nr. 11 in de Radio 2 Top 30 Nr. 2 in de Vlaamse Top 10                      |
| Move tegen pesten                                    | 2014                  | 07-02-2014            | 36              | 1            | met Niels Destadsbader Nr. 1 in de Vlaamse Top 10                           |
| Ik wil mier                                          | 10-11-2014            | 15-11-2014            | tip5            | -            | Nr. 5 in de Vlaamse Top 50                                                  |
| iFoon                                                | 06-03-2015            | 14-03-2015            | 13              | 11           | Nr. 3 in de Vlaamse Top 50                                                  |
| Robbin' the Liquor Store/Nachtwinkel (live)          | 06-04-2015            | 11-04-2015            | 46              | 1            | Uit Liefde voor muziek Nr. 5 in de Vlaamse Top 50                           |
| Zeven zonden (live)                                  | 27-04-2015            | 02-05-2015            | 46              | 1            | Uit Liefde voor muziek Nr. 8 in de Vlaamse Top 50                           |
| Voyage voyage (live)                                 | 18-05-2015            | -                     | -               | -            | Uit Liefde voor muziek                                                      |
| Welcome home (live)                                  | 18-05-2015            | -                     | -               | -            | Uit Liefde voor muziek                                                      |
| Danse me a                                           | 25-05-2015            | 30-05-2015            | tip10           | -            | met Sista Flex Nr. 9 in de Vlaamse Top 50                                   |
| Doeda ogen dicht                                     | 28-09-2015            | 10-10-2015            | tip2            | -            | met Adil Aarab Nr. 4 in de Vlaamse Top 50                                   |
| Schoene joenge                                       | 31-03-2017            | 08-04-2017            | tip3            | -            | Nr. 5 in de Vlaamse Top 50                                                  |
| Bonestaakdans                                        | 30-06-2017            | 22-07-2017            | tip             | -            | met Raymond Van Het Groenewoud en DJ Grazzhoppa Nr. 49 in de Vlaamse Top 50 |
| De zon                                               | 01-06-2018            | 28-07-2018            | 50              | 1            | met Jack Parow Nr. 3 in de Vlaamse Top 50                                   |
| Hoop doet leven                                      | 07-09-2018            | 15-09-2018            | tip18           | -            | met Will Tura Nr. 9 in de Vlaamse Top 50                                    |
| Die dagen                                            | 12-10-2018            | 20-10-2018            | tip3            | -            | Nr. 4 in de Vlaamse Top 50                                                  |
| Wat je doet met mij                                  | 11-01-2019            | 19-01-2019            | tip12           | -            | met Raymond Van Het Groenewoud Nr. 1 in de Vlaamse Top 50                   |
| Wat overdag ni mag                                   | 10-05-2019            | 18-05-2019            | tip14           | -            | Nr. 8 in de Vlaamse Top 50                                                  |
| Doelloze ziel                                        | 27-09-2019            | 05-10-2019            | tip14           | -            | Nr. 8 in de Vlaamse Top 50                                                  |
| Lesten dag                                           | 07-02-2020            | 15-02-2020            | tip             | -            | met Kiid Le Roi Nr. 43 in de Vlaamse Top 50                                 |
| Pachamama                                            | 14-09-2020            | 19-09-2020            | tip9            | -            | Nr. 10 in de Vlaamse Top 50                                                 |

### Albums
| Album met hitnotering(en) in de Vlaamse Ultratop 200 albums | Datum van verschijnen | Datum van binnenkomst | Hoogste positie | Aantal weken | Opmerkingen |
| ----------------------------------------------------------- | --------------------- | --------------------- | --------------- | ------------ | ----------- |
| Goeien dag                                                  | 2015                  | 06-06-2015            | 2               | 28           | Goud        |
| Goegaan                                                     | 2019                  | 09-03-2019            | 2               | 8            |             |

- Axl Peleman - Volksliekes n° 2 (2013, zang)
- Johnny Den Artiest - Hartenkoning (2015, achtergrondzang)

### Ep
- Moeder, waarom leven wij? (met Halve Neuro) (2014)

### Overige
- Werke me die klauwe op het album Dag Dagelijkse Dingen van Scale (2014, rap)